# Mimegralla samoana
Mimegralla samoana är en tvåvingeart som först beskrevs av Leander Czerny 1932.  Mimegralla samoana ingår i släktet Mimegralla och familjen skridflugor.
Artens utbredningsområde är Samoa. Inga underarter finns listade i Catalogue of Life.